# Witkowo
Witkowo (deutsch Witkowo, früher Wittkowo, 1940–1945 Wittingen) ist eine Stadt im Powiat Gnieźnieński (Gnesener Kreis) der polnischen Woiwodschaft Großpolen. Die Stadt ist Sitz der gleichnamigen Stadt-und-Land-Gemeinde.

## Geographische Lage
Die Stadt liegt in der historischen Region Posen, etwa sechzig Kilometer ostnordöstlich der Stadt Posen und 16 Kilometer südöstlich der Stadt Gnesen.

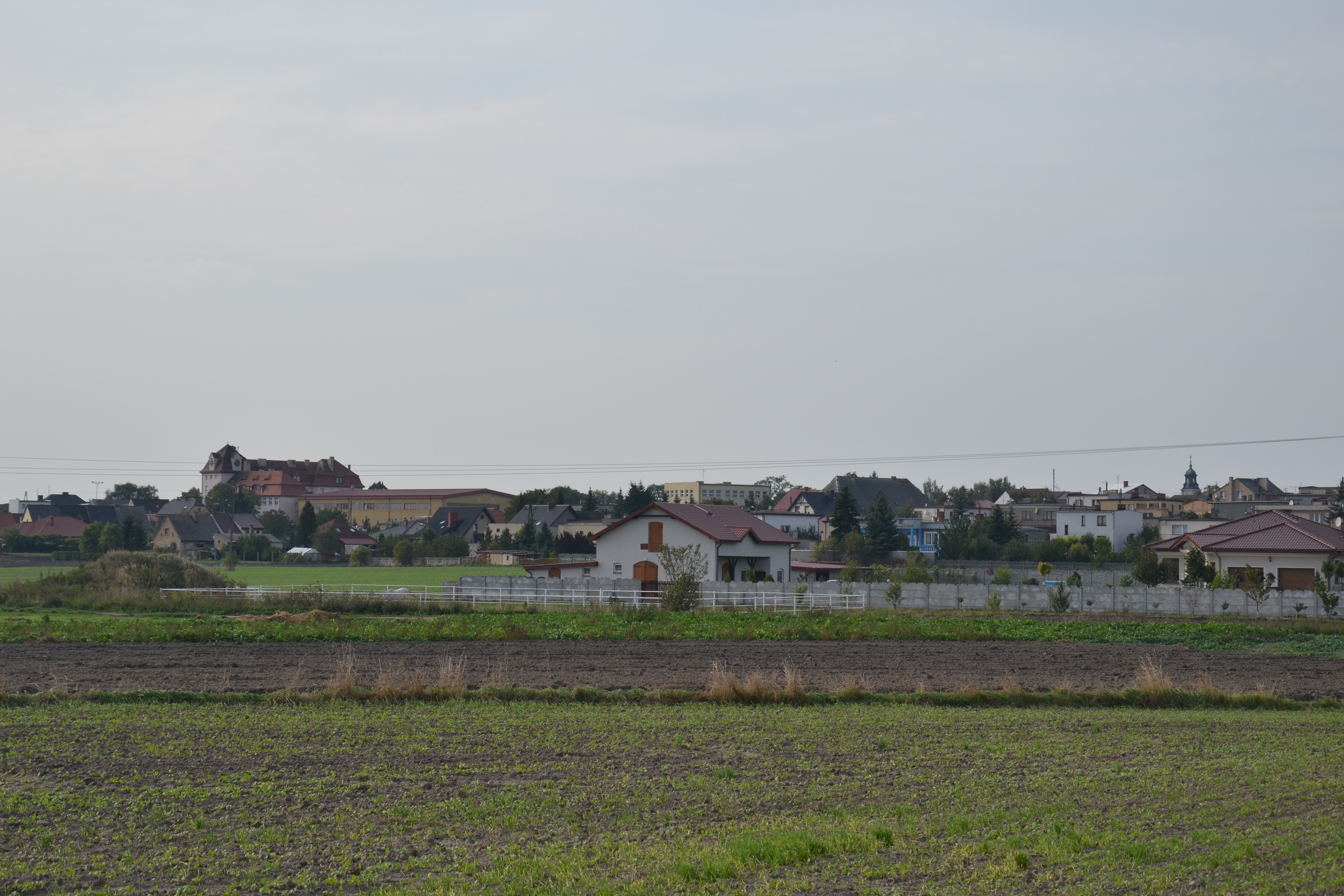
Teil des Stadtgebiets (2014)

## Geschichte

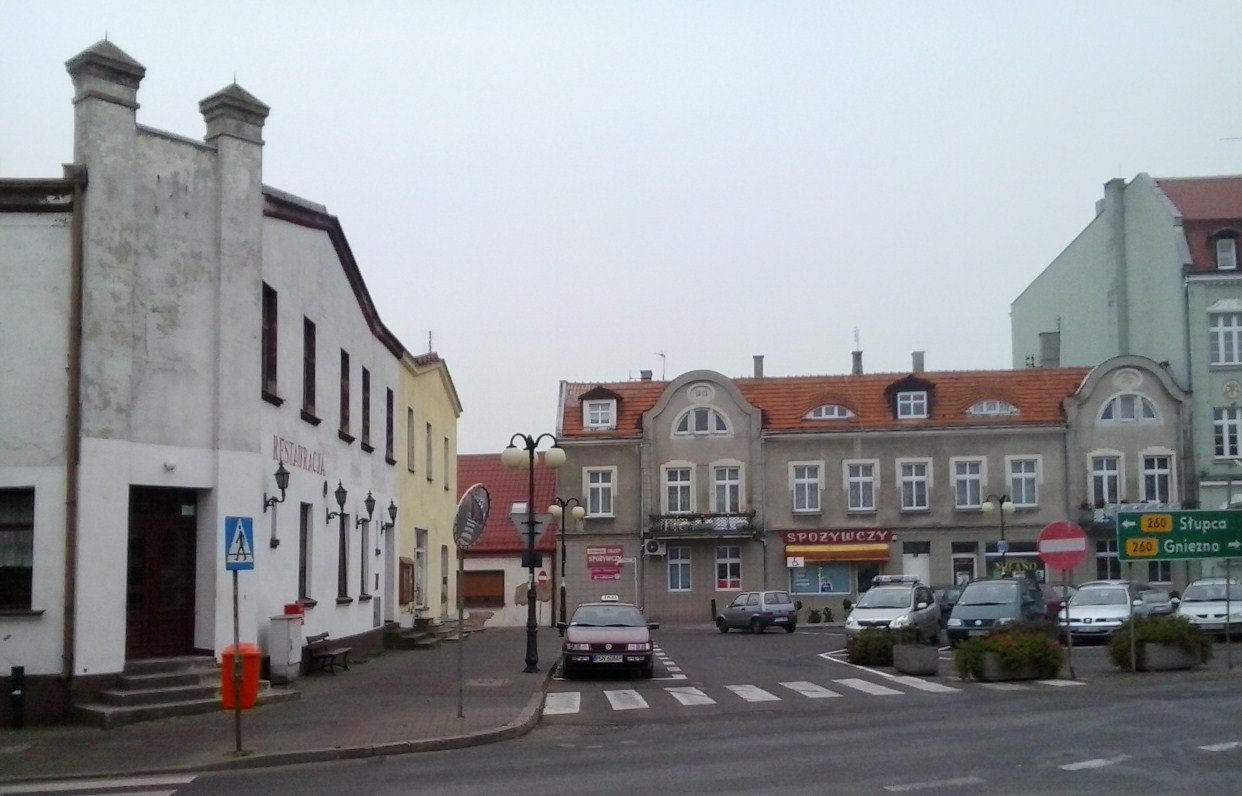
Rathausplatz (2014)

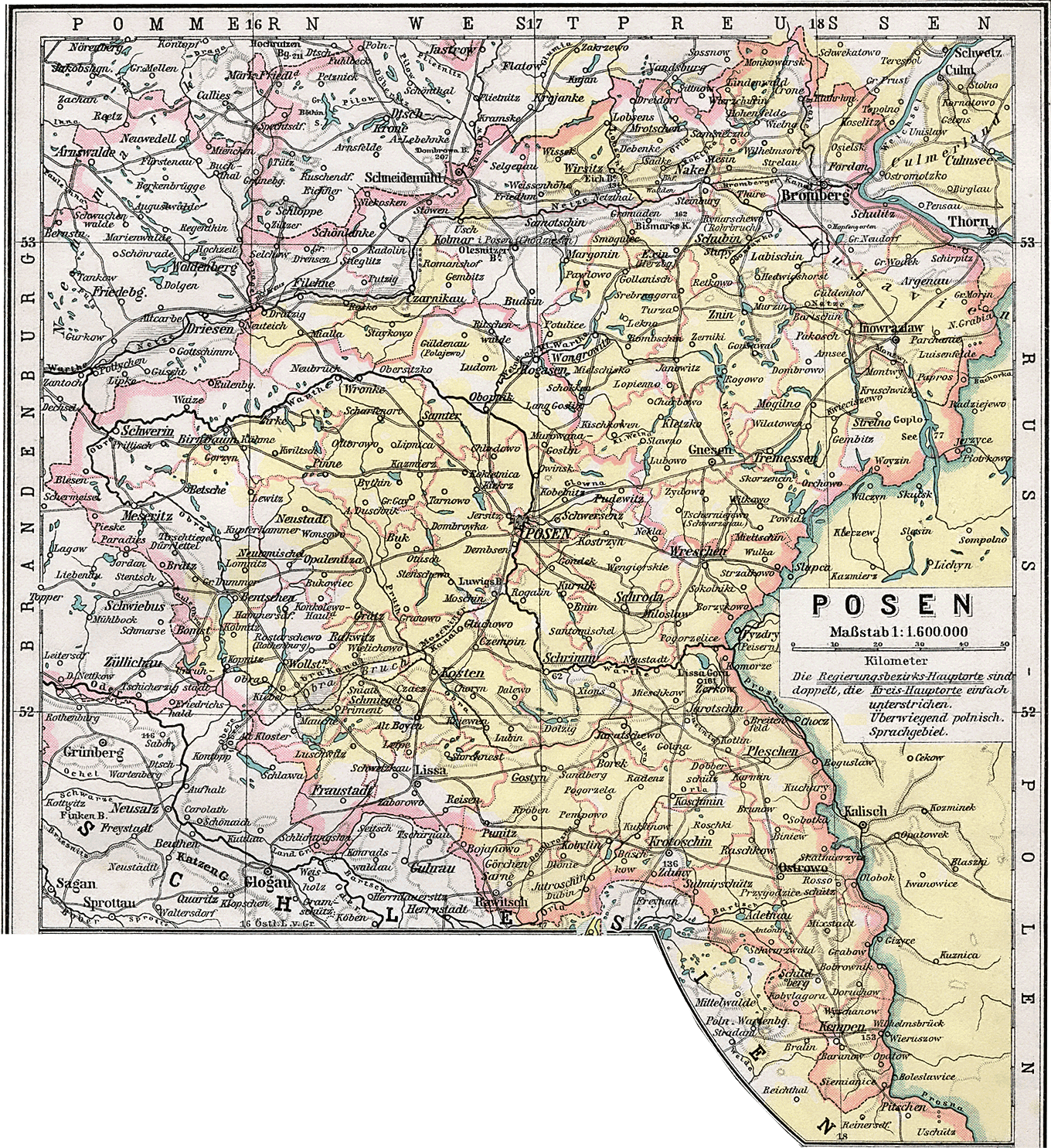
Witkowo, südlich der Stadt Bromberg, ostnordöstlich der Stadt Posen und südöstlich der Stadt Gnesen, auf einer Landkarte der Provinz Posen von 1905 (gelb markierte Flächen kennzeichnen Gebiete mit seinerzeit mehrheitlich polnischsprachiger Bevölkerung)

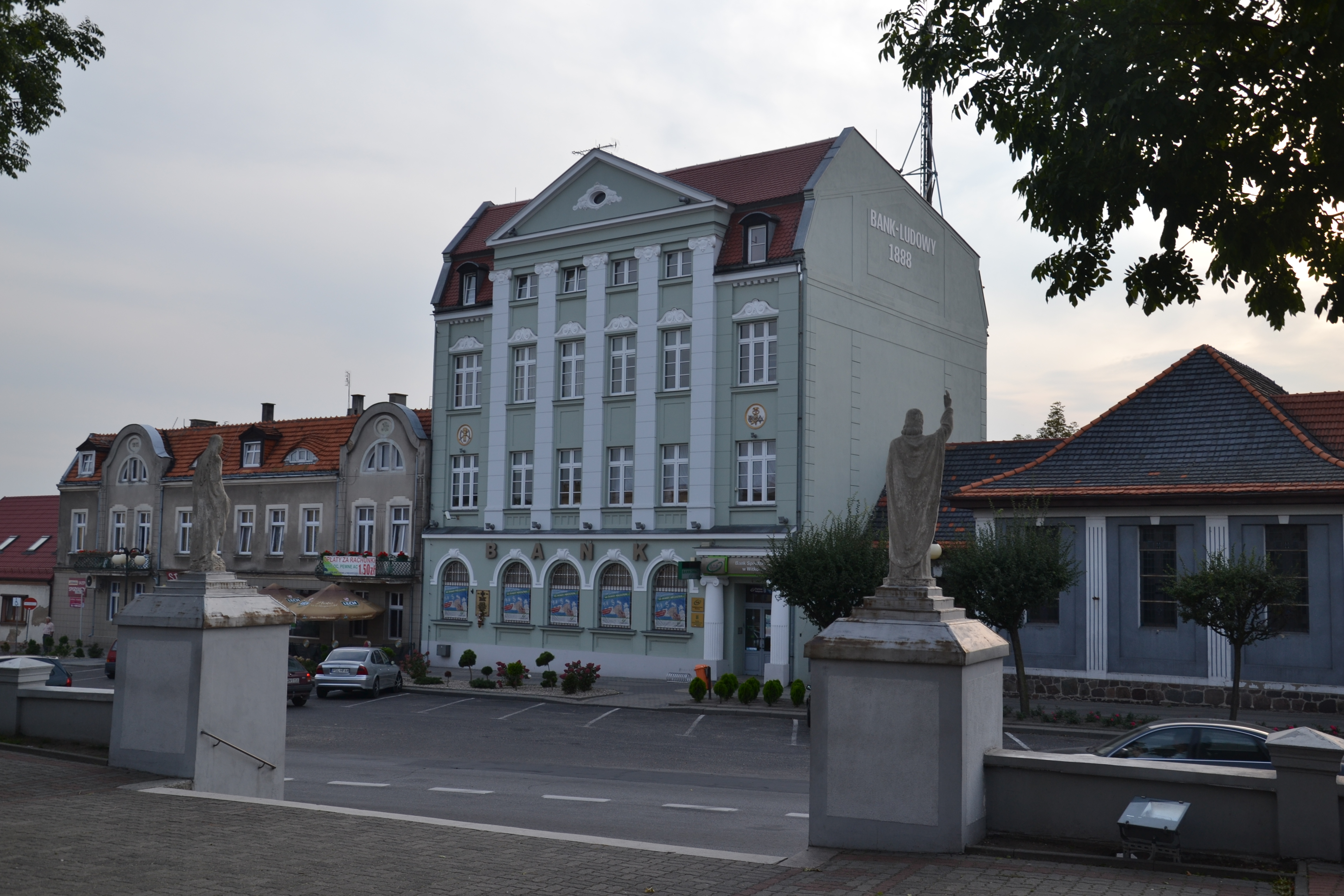
Bankgebäude (2014)

Die erste urkundliche Erwähnung der Ortschaft stammt aus dem Jahr 1363. Zwischen 1676 und 1684 wurde dem Ort das Stadtrecht verliehen. 1684 kam das Recht, Jahrmärkte abzuhalten, hinzu. Im 18. Jahrhundert siedelten sich hier Schwaben an, die sich eine evangelische Kirche erbauten.
Bei der Zweiten Teilung Polens kam die Stadt 1793 zur Provinz Südpreußen. Mit der Gründung des Herzogtums Warschau 1807 wurde Witkowo demselben angegliedert, kam aber 1815 durch den Wiener Kongress, nach Auflösung des Herzogtums, wieder an Preußen.
1817 wütete ein schwerer Brand in der Stadt deren Aufbau bis 1847 dauerte.
Während der (europaweiten) Hungersnot des Jahres 1847 fanden in Witkowo – ähnlich wie in Gnesen – bürgerkriegsähnliche Unruhen statt, mit denen Plünderungen von Vorratsspeichern und Geschäften einhergingen. Gegen 19 Teilnehmer am Tumult in Witkowo wurden vom Oberlandesgericht in Bromberg am 20. September 1847 herbe Strafen verhängt.
1887 wurde der preußische Kreis Witkowo gegründet. 1896 nahm die Kreisbahn Witkowo ihren Betrieb auf.
Im Jahr 1918 gehörte die Kreisstadt Witkowo zum Regierungsbezirk Bromberg der preußischen Provinz Posen
im Deutschen Reich.
Am 12. November 1918, gegen Ende des Ersten Weltkriegs, wurde die Stadtverwaltung von revoltierenden polnischen Arbeiter- und Soldatenräten in Beschlag genommen. Nach Kriegsende musste Witkowo aufgrund der Bestimmungen des Versailler Vertrags am 10. Januar 1920 an die Zweite Polnische Republik abgetreten werden.
1926 wurde der Powiat Witkowo aufgelöst.
Nach dem Überfall auf Polen im September 1939 durch die deutsche Wehrmacht wurde Witkowo völkerrechtswidrig in das Reichsgebiet eingegliedert. Am 21. Januar 1945 eroberte die Rote Armee die Stadt, und bald danach wurde Witkowo von der Sowjetunion der Volksrepublik Polen zur Verwaltung überlassen.

### Demographie
| Jahr | Einwohner | Anmerkungen |
| ---- | --------- | --- |
| 1799 | 1221      | Stadt, mit 172 Wohnhäusern, zwei Mühlen, zwei katholischen Kirchen, einer von schwäbischen Siedlern erbauten evangelischen Kirche und mit einem gesonderten Judenviertel, in dem 426 Juden leben                                                                                |
| 1803 | 1615      | Stadt |
| 1816 | 1446      | Stadt, davon 267 Evangelische, 626 Katholiken und 653 Juden; nach anderen Angaben mit 177 Feuerstellen (Haushaltungen) und 1739 Einwohnern, darunter 319 Lutheraner, 658 Katholiken und 762 Juden (eine Synagoge besteht, eine der beiden katholischen Kirchen ist weggefallen) |
| 1821 | 1827      | in 182 Privatwohnhäusern |
| 1826 | 2100      | Stadt, mit zwei Kirchen, einer Synagoge und 129 Privathäusern |
| 1837 | 1947      | Stadt |
| 1843 | 2145      | [ 1 ] |
| 1852 | 1788      | am Jahresende |
| 1855 | 1706      | am Jahresende |
| 1858 | 1575      | [ 1 ] |
| 1861 | 1546      | [ 1 ] |
| 1867 | 1575      | Stadtgemeinde, am 3. Dezember |
| 1871 | 1726      | Stadtgemeinde, am 1. Dezember, davon 193 Evangelische, 1024 Katholiken und 509 Juden |
| 1885 | 1583      | Stadt, am 1. Dezember, davon 144 Evangelische, 1127 Katholiken und 312 Juden; nach anderen Angaben 1543 Einwohner, darunter 157 Evangelische und 270 Juden |
| 1905 | 1685      | am 1. Dezember, darunter 263 mit deutscher Muttersprache (211 Evangelische und 52 Katholiken) und 1311 mit polnischer Muttersprache (sämtlich Katholiken); außerdem 111 Juden                                                                                                   |
| 1910 | 1793      | am 1. Dezember, davon 426 mit deutscher Muttersprache (274 Evangelische, 54 Katholiken und 98 Juden) und 1357 mit polnischer Muttersprache (sämtlich Katholiken) |

## Wirtschaft
Die Wirtschaft der Gemeinde Witkowo ist geprägt durch Landwirtschaft, Dienstleistung und Tourismus.

## Religionen

### Katholisches Kirchspiel

Kirche St. Nikolaus
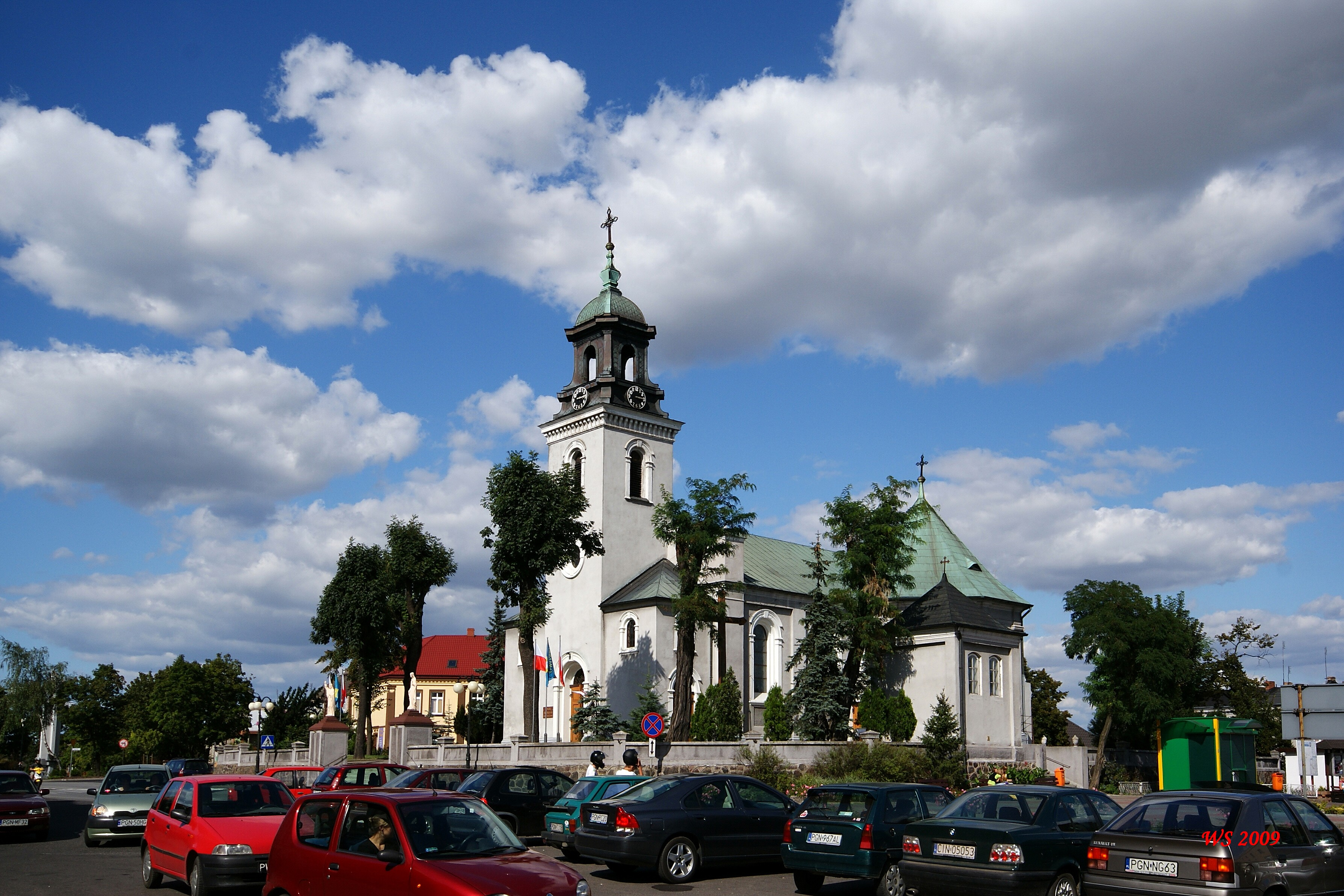
Kirchplatz (2009)
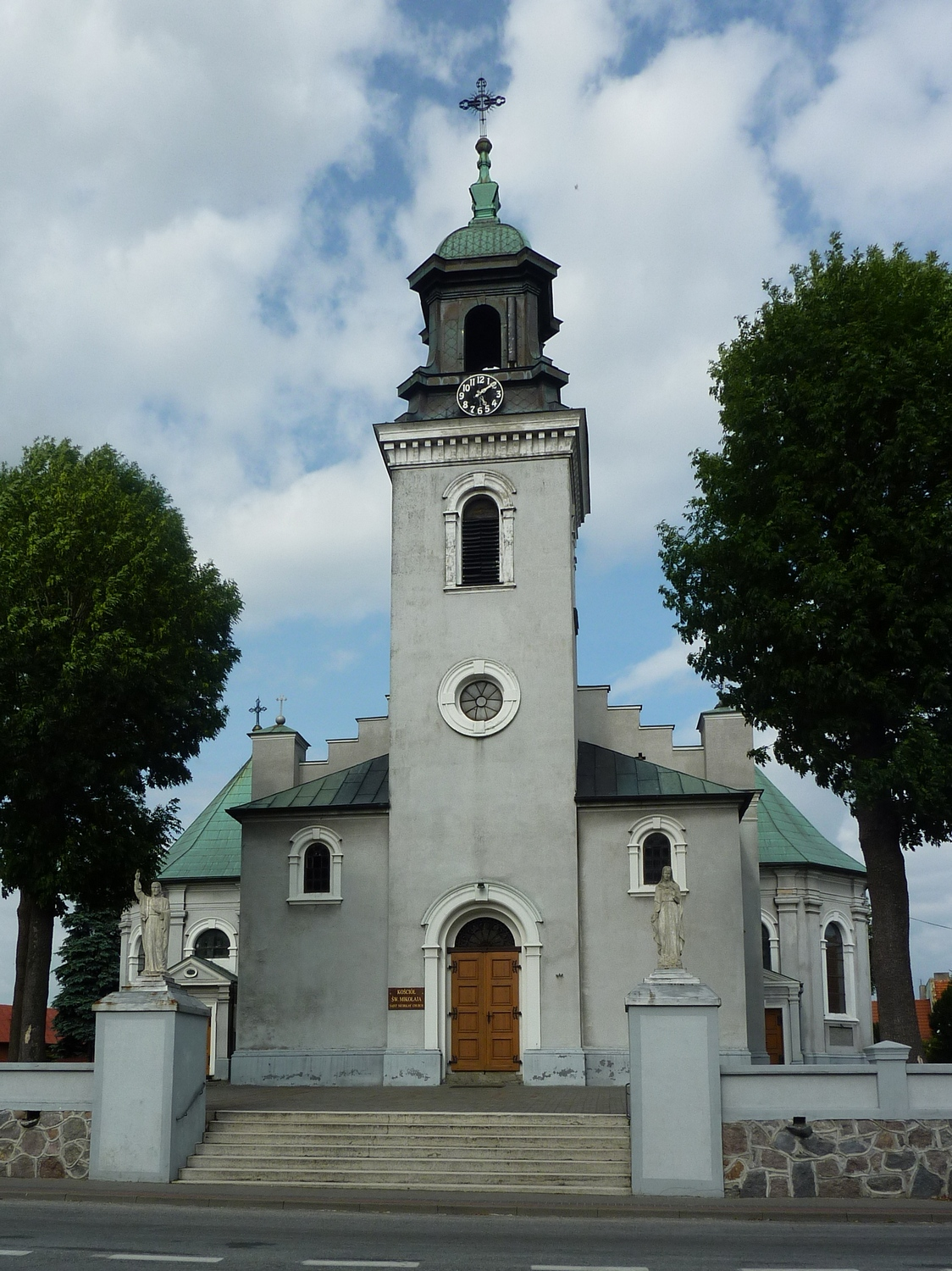
Eingangsseite (2013)
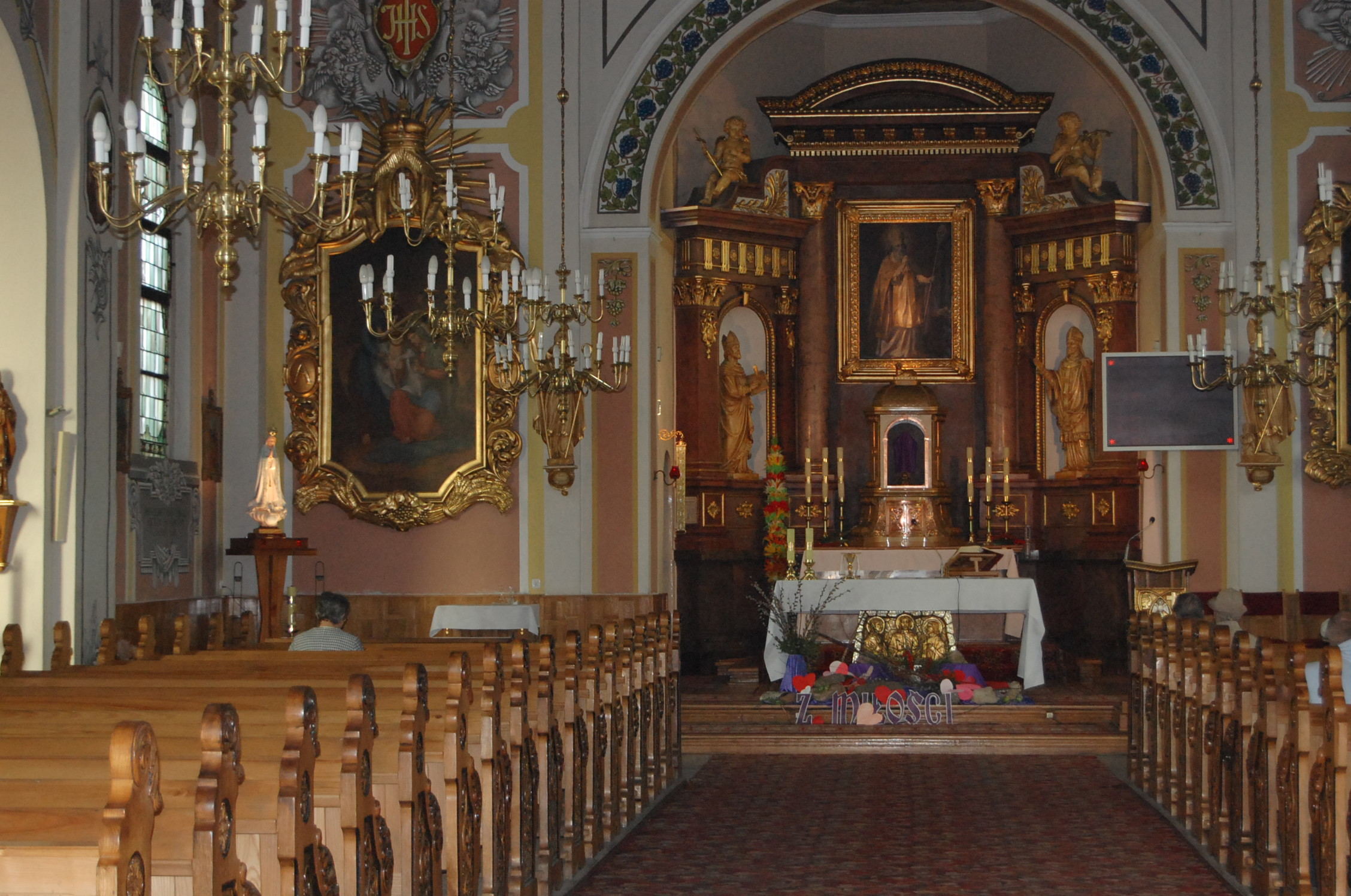
Gebetshalle und Altar (2010)

Die katholische Pfarrkirche St. Nikolaus wurde im Mittelalter gegründet; 1840 wurde ein Ziegelbau geweiht.

### Evangelisches Kirchspiel
Witkowo hatte bis 1945 eine evangelische Pfarrkirche. Die evangelische Gemeinde Witkowo wurde 1790 gegründet. 1823 wurde ein Neubau der Kirche geplant. Das Bauvorhaben wurde im November 1827 öffentlich ausgeschrieben.
Im Jahr 1858 umfasste die Parochie Witkowo 1500 Evangelische, die in 105 Ortschaften unter 12.000 Katholiken zerstreut lebten; der entfernteste Ort war das Dorf und Rittergut Stralkowo (früher Strzalkowo) mit 150 evangelischen Einwohnern, etwa 15 Kilometer südlich von Witkowo gelegen. Stralkowo bekam später ein selbständiges
evangelisches Kirchspiel.

## Gmina Witkowo
Zur Stadt-und-Land-Gemeinde Witkowo gehören 26 Ortschaften mit Schulzenämtern.

### Gemeindepartnerschaften
Seit 2005 besteht eine Partnerschaft mit der Samtgemeinde Land Hadeln in Niedersachsen.

## Persönlichkeiten
- Paul Ludwig Kowalczewski (1865–1910), deutscher Bildhauer in Berlin
- Udo de Roberti-Jessen (1874–1953), deutscher Verwaltungsjurist, Landrat in Witkowo
- Clarie Dux (1885–1967), deutsche Opernsängerin (Sopran)
- Wiktor Bross (1903–1994), Thoraxchirurg in Breslau
- Adam Borys (1909–1986), Oberstleutnant der polnischen Streitkräfte, Begründer und erster Befehlshaber des Bataillons „Parasol“, Fallschirmjäger der Cichociemni und Agraringenieur
- Martyna Galant (* 1995), Leichtathletin